# Saison 1969-1970 du Bayern Munich
Chronologie
Saison précédente Saison suivante
La saison 1969-1970 est la 5e saison du Bayern Munich consécutive en Bundesliga.

## Transferts

### Transferts estivaux
| Nom                 | Nationalité | Poste     | Transfert                     | Provenance/Destination | Division         |
| ------------------- | ----------- | --------- | ----------------------------- | ---------------------- | ---------------- |
| Arrivées            |             |           |                               |                        |                  |
| Wolfgang Gierlinger | Allemagne   | Milieu    |                               |                        |                  |
| Manfred Seifert     | Allemagne   | Gardien   |                               | TSV 1860 Rosenheim     | -                |
| Klaus Klein         | Allemagne   | Milieu    |                               |                        |                  |
| Herwart Koppenhöfer | Allemagne   | Défenseur |                               | FC Kaiserslautern      | Bundesliga       |
| Karl-Heinz Mrosko   | Allemagne   | Attaquant |                               | Stuttgarter Kickers    | Regionalliga Sud |
| Helmut Nerlinger    | Allemagne   | Défenseur |                               | MTV Munich             | -                |
| Günther Michl       | Allemagne   | Attaquant | Premier contrat professionnel | Bayern Munich U19      | -                |
| Départs             |             |           |                               |                        |                  |
| Fritz Kosar         | Allemagne   | Gardien   |                               |                        |                  |
| Albrecht Wachsmann  | Allemagne   | Milieu    |                               | Eintracht Francfort    | Bundesliga       |
| Reinhard Lippert    | Allemagne   | Attaquant |                               | FC Bayern Hof          | Regionalliga Sud |
| Gustav Jung         | Allemagne   | Attaquant |                               |                        |                  |

### Transferts hivernaux
| Nom      | Nationalité | Poste | Transfert | Provenance/Destination | Division |
| -------- | ----------- | ----- | --------- | ---------------------- | -------- |
| Arrivées |             |       |           |                        |          |
| Départs  |             |       |           |                        |          |

## Compétitions
| Bundesliga         | Coupe d'Allemagne                           | Coupe des clubs champions                     |
| ------------------ | ------------------------------------------- | --------------------------------------------- |
| Deuxième 47 points | Quarts de finale face au FC Nuremberg (2-1) | 1er Tour face à l'AS Saint-Etienne (3-0, 2-0) |
| 21V 5N 8D          | 2V 0N 1D                                    | 1V 0N 1D                                      |
| TOTAL: 24V 5N 10D  |                                             |                                               |

### Championnat

#### Évolution du classement et des résultats
| Journée  | 1   | 2  | 3  | 4  | 5  | 6   | 7   | 8   | 9   | 10  | 11 | 12 | 13 | 14 | 15 | 16 | 17 | 18 | 19 | 20 | 21 | 22 | 23 | 24 | 25 | 26 | 27 | 28 | 29 | 30 | 31 | 32 | 33 | 34 | Journées en tête |
| -------- | --- | -- | -- | -- | -- | --- | --- | --- | --- | --- | -- | -- | -- | -- | -- | -- | -- | -- | -- | -- | -- | -- | -- | -- | -- | -- | -- | -- | -- | -- | -- | -- | -- | -- | ---------------- |
| Résultat | V   | D  | V  | N  | V  | V   | V   | D   | V   | V   | D  | V  | D  | V  | V  | N  | V  | N  | V  | D  | N  | V  | V  | D  | V  | D  | V  | V  | D  | V  | V  | V  | V  | N  | —                |
| Rang     | 1er | 5e | 4e | 3e | 2e | 1er | 1er | 1er | 1er | 1er | 2e | 2e | 3e | 3e | 2e | 3e | 2e | 2e | 2e | 3e | 4e | 4e | 3e | 3e | 3e | 3e | 3e | 3e | 3e | 3e | 2e | 2e | 2e | 2e | 6                |

## Joueurs et encadrement technique

### Effectif professionnel
En grisé, les sélections de joueurs internationaux chez les jeunes mais n'ayant jamais été appelés aux échelons supérieur une fois l'âge limite dépassé.

## Statistiques

### Statistiques collectives
| Compétition               | Débute au tour | Termine         | Matches joués | Gagnés | Nuls | Perdus | Buts pour | Buts contre | Différence |
| ------------------------- | -------------- | --------------- | ------------- | ------ | ---- | ------ | --------- | ----------- | ---------- |
| Bundesliga                | -              | Deuxième        | 34            | 21     | 5    | 8      | 88        | 37          | +51        |
| Coupe d'Allemagne         | 1er Tour       | Quart de finale | 3             | 2      | 0    | 1      | 11        | 3           | +8         |
| Coupe des clubs champions | 1er Tour       | 1er Tour        | 2             | 1      | 0    | 1      | 2         | 3           | -1         |
| Total                     | -              | -               | 39            | 24     | 5    | 10     | 101       | 43          | +58        |

### Statistiques individuelles
(Mis à jour le )
| Numéro | Nat. | Nom | Championnat | Championnat | Championnat    | Championnat | Championnat  | Ligue Europa | Ligue Europa | Ligue Europa   | Ligue Europa | Ligue Europa | Coupe d'Allemagne | Coupe d'Allemagne | Coupe d'Allemagne | Coupe d'Allemagne | Coupe d'Allemagne | Total | Total       | Total          | Total  | Total        |
| Numéro | Nat. | Nom | M.j.        | But inscrit | Passe décisive | Averti      | Carton rouge | M.j.         | But inscrit  | Passe décisive | Averti       | Carton rouge | M.j.              | But inscrit       | Passe décisive    | Averti            | Carton rouge      | M.j.  | But inscrit | Passe décisive | Averti | Carton rouge |
| ------ | ---- | --- | ----------- | ----------- | -------------- | ----------- | ------------ | ------------ | ------------ | -------------- | ------------ | ------------ | ----------------- | ----------------- | ----------------- | ----------------- | ----------------- | ----- | ----------- | -------------- | ------ | ------------ |
|        |      |     | 0           | 0           | 0              | 0           | 0            | 0            | 0            | 0              | 0            | 0            | 0                 | 0                 | 0                 | 0                 | 0                 | 0     | 0           | 0              | 0      | 0            |